# Gare d'Akabane
La gare d'Akabane (赤羽駅, Akabane-eki) est une gare ferroviaire de la ville de Tokyo au Japon. Elle est située dans l'arrondissement de Kita. La gare est exploitée par la compagnie JR East.

## Situation ferroviaire
La gare d'Akabane est située au point kilométrique (PK) 13,2 de la ligne principale Tōhoku et au PK 18,9 de la ligne Saikyō.

## Histoire
La gare a été inaugurée le 1er mars 1885.

## Services aux voyageurs

### Accès et accueil
La gare dispose d'un bâtiment voyageurs, avec guichet, ouvert tous les jours.

### Desserte
- JK Ligne Keihin-Tōhoku :
  - voie 1 : direction Tokyo, Yokohama et Ōfuna
  - voie 2 : direction Urawa et Ōmiya

- JU Ligne Takasaki :
  - voie 3 : direction Ueno
  - voie 4 : direction Ōmiya et Takasaki

- JU Ligne Utsunomiya :
  - voie 3 : direction Ueno (interconnexion avec la ligne Ueno-Tokyo pour Tokyo et Shinagawa)
  - voie 4 : direction Ōmiya, Oyama et Utsunomiya

- JS Ligne Shōnan-Shinjuku :
  - voie 5 : direction Ikebukuro, Shinjuku, Yokohama et Ōfuna,
  - voie 6 : direction Ōmiya et Takasaki ou Utsunomiya

- JA Ligne Saikyō :
  - voie 7 : direction Ōsaki (interconnexion avec la ligne Rinkai pour Shin-Kiba)
  - voie 8 : direction Ōmiya (interconnexion avec la ligne Kawagoe pour Kawagoe)